# Richard Hell

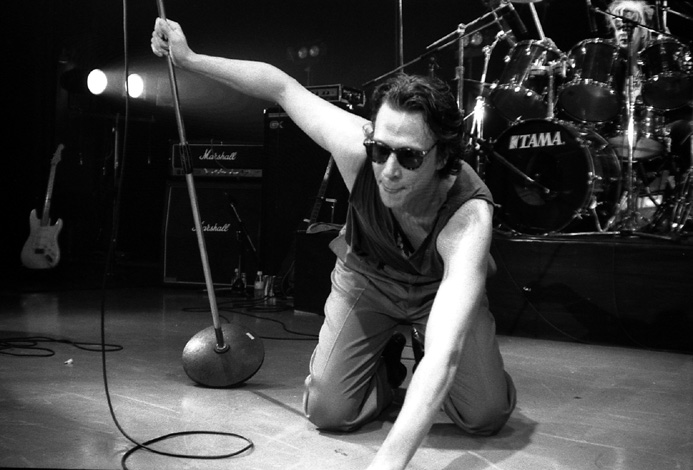
New York punklegenden Richard Hell på Club Citta i Kawasaki-ku, Kawasaki-shi, Kanagawa-ken, Japan, tidigt 90-tal.

Richard Hell, född Richard Lester Meyers 2 oktober 1949 i Lexington, Kentucky, är en amerikansk sångare, basist, låtskrivare och författare. Han är kanske mest känd som frontman i punkbandet The Voidoids, som han gav ut albumen Blank Generation (1977) och Destiny Street (1982) med. Han har även ingått i grupperna The Neon Boys, Television, The Heartbreakers och Dim Stars. Sedan slutet av 1980-talet har han främst ägnat sig åt att skriva och har givit ut flera böcker.

## Diskografi

### Solo (som Richard Hell)
Samlingsalbum
- R.I.P (1984)
- Across the Years box set (1991)
- Time (2002)
- Spurts: The Richard Hell Story (2005)

EP
- Another World (1976)
- 3 New Songs (1992)
- Go Now (1995)

### Som Richard Hell and the Voidoids
Studioalbum
- Blank Generation (1977)
- Destiny Street (1982)

Livealbum
- Funhunt: Live at CBGB's and Max's 1978 and 1979 (1990)
- Gone to Hell (2008)

Samlingsalbum
- Destiny Street Repaired (2009)

### Med The Heartbreakers
Livealbum
- What Goes Around... (1991)
- Live at Mothers (1991)
- Yonkers Demo 1976 (2019)

Samlingsalbum
- L.A.M.F. Definitive Edition (2012)

### Med Dim Stars
Studioalbum
- Dim Stars (1992)

EP
- Dim Stars (1991)